# 高松市立檀紙小学校
高松市立檀紙小学校（たかまつしりつ だんししょうがっこう）は、香川県高松市御厩町にある市立小学校。

## 概要
高松市の西部、檀紙地区に位置する小学校である。

## 学校データ
- 児童数：514人（2011年度[1]）
- 児童愛称：

学校施設（2010年5月1日時点）
- 普通教室：17教室
- 特別教室：14教室
- 校舎面積：4842m2
- 体育館面積：1050m2

服装規定
- 制服：あり（通年必用）
- 防寒着：不明

## 歴史

### 年表
- 1887年（明治20年） - 三省・御厩・堂山学校を統合し、檀紙尋常小学校として設立。
- 1912年（明治45年） - 高等科を設置。檀紙村立檀紙尋常高等小学校と改称。
- 1941年（昭和16年）4月1日 - 檀紙村立檀紙国民学校と改称。
- 1947年（昭和22年）4月1日 - 檀紙村立檀紙小学校と改称。
- 1956年（昭和31年）9月30日 - 高松市立檀紙小学校と改称。
- 2004年（平成16年）4月1日 - 高松市立小中学校全校で3学期制を廃して2学期制を導入。
- 2013年（平成25年）4月1日 - 高松市立小中学校全校で3学期制に移行。

### 全校児童数の推移
檀紙小学校の児童数は2003年度までは減少傾向にあったが、2004年度から年々増加している。
- 1999年度：365人
- 2000年度：348人（-17人）
- 2001年度：340人（-8人）
- 2002年度：331人（-9人）
- 2003年度：321人（-10人）
- 2004年度：349人（+28人）
- 2005年度：365人（+16人）
- 2006年度：405人（+40人）
- 2007年度：421人（+16人）
- 2008年度：441人（+20人）
- 2009年度：486人（+45人）
- 2010年度：488人（+2人）
- 2011年度：514人（+26人）

## 教育目標
豊かな心をもち、自ら考え実行し、たくましく生きる児童の育成
児童像
- 自ら考え学び合う子
- 思い合い助け合う子
- 健康でやりぬく子

## 通学区域
通学区域は高松市檀紙地区のほぼ全域並びに一宮地区及び鶴尾地区の各一部。
- 高松市
  - 檀紙町
  - 御厩町
  - 中間町（円座小学校区を除く）
  - 成合町1番地～444番地1、476番地、480番地1、2
  - 勅使町14番地
勅使町14番地、成合町444番地1、480番地1、2は旧市営田中団地で、2018年に用途廃止（2020年解体）されたため居住者はいない[5]。

## 進学先中学校
- 高松市立香東中学校

## 校区内の主な施設
- 国道11号高松南バイパス（檀紙交差点以東がさぬき夢街道）
- 高松自動車道高松西IC、高松檀紙IC
- 高松市役所檀紙出張所
- 香川県立総合水泳プール

## 交通
- ことでんバス御厩・県立総合プール線 八幡バス停より徒歩11分（0.9km）
- ことでんバス御厩・県立総合プール線 御厩バス停より徒歩11分（0.9km）

## 出身有名人
- 芦原義重（関西電力元社長・会長）
- 野生司香雪（画家）